# Post-metal
Post-metal er en musikgenre, der er en blanding af post-rock og heavy metal med rødder i progressiv rock og industrial musik. Generelt er post-metal karakteriseret ved brugen af forvrængede guitarlyd, tung atmosfære, gradvis udvikling af sangstrukturen og med meget lidt vægt på vokalen.
Ejeren af Hydrahead Records og frontmanden fra bandet Isis, Aaron Turner kaldte oprindeligt genren for "den tænkende mands metal," hvilket demonstrerede sammenhængen med avant garde metal, hvis stil bevæger sig væk fra de almindelige metal traditioner.
"Post-metal" er det mest brugte navn til den voksende genre. Den er dog også omtalt som "instro-metal," "postcore," art metal og en række andre navne.

## Bands
- Amenra[3]
- Battle of Mice[4]
- Burst[5]
- Callisto[6]
- Cult of Luna[7][8][9][5]
- Deftones
- Dirge[10][11]
- Intronaut[12][9]
- Isis[13][14][9][5]
- Jesu
- Kayo Dot
- Giant Squid
- Khoma
- Light Years
- Made Out of Babies[15]
- Mouth of the Architect[16][9]
- Neurosis[5]
- Pelican[17]
- Red Sparowes[18]
- Rosetta[19]
- Russian Circles[20][21]

## Fodnoter
1. 1 2  Caraminica, Jon. "The alchemy of art-world heavy metal". The New York Times. Arkiveret fra originalen 27. september 2005. Hentet 20. september 2005.
2. ↑  "An Interview with Donny, Rob, Benny, and Augie of Tides..." StonerRock.com. Arkiveret fra originalen 12. november 2006. Hentet 2006-09-20.
3. ↑  Amenra biography @ AllMusic
4. ↑  A Day of Nights review @ Sputnikmusic
5. 1 2 3 4  Burgess, Aaron (2006-05-23). "The loveliest album to crush our skull in months". Alternative Press. Arkiveret fra originalen 12. marts 2012. Hentet 2008-01-29.
6. ↑  True Nature Unfolds review @ Sputnikmusic
7. ↑  Somewhere Along The Highway review @ Lords of Metal
8. ↑  Somewhere Along The Highway review @ Metal Storm
9. 1 2 3 4  The Best Post-Metal Album @ Metal Storm
10. ↑  Dirge biography @ AllMusic
11. ↑  Lost Empyrean review @ Sonic Abuse (Webside ikke længere tilgængelig)
12. ↑  Void review @ Metal Storm
13. ↑  "In The Absence Of Truth review @ About.com:Heavy Metal". Arkiveret fra originalen 6. december 2007. Hentet 1. februar 2008.
14. ↑  "In The Absence Of Truth review @ Altpress". Arkiveret fra originalen 9. august 2011. Hentet 1. februar 2008.
15. ↑  "Review of Red Sparrows/ Made Out of Babies/ Battle of Mice EP". Arkiveret fra originalen 13. december 2007. Hentet 1. februar 2008.
16. ↑  The Ties That Blind review @ Allmusic
17. ↑  Wigley, Allan (2006-06-14). ""Pelican's music tough to categorize"". Ottawa Sun. Hentet 2007-08-02.
18. ↑  At The Soundless Dawn review @ Sputnikmusic
19. ↑  Arkiveret 4. marts 2012 hos  Wayback Machine The Galilean Satellites review @ Aquarius Records
20. ↑  "Enter review @ Boomkat". Arkiveret fra originalen 12. december 2008. Hentet 1. februar 2008.
21. ↑  ""Frequency Fundamentals", interview with Coy Scottberg of Clad in Darkness". Arkiveret fra originalen 11. december 2008. Hentet 1. februar 2008.